# Luis Cabrera (Fußballspieler, 7. Januar 1994)
Luis Alberto Cabrera Figueroa (* 7. Januar 1994 in Antofagasta) ist ein chilenischer Fußballspieler, der als Mittelfeldspieler eingesetzt wird.

## Karriere
Luis Cabrera schaffte 2010 den Sprung aus der Jugend von Deportes Antofagasta in die Profimannschaft. Der Klub spielte zu diesem Zeitpunkt noch in der Primera B, schaffte aber 2011 den Aufstieg in die höchste Spielklasse. Der defensive Mittelfeldspieler spielte acht Jahre beim Klub aus dem Norden und absolvierte dabei 115 Ligapartien. 2018 wechselte er zu Audax Italiano, für das er 77-mal in der Primera División auflief. 2022 bzw. 2023 spielte Cabrera für die jeweiligen Aufsteiger Coquimbo Unido bzw. Deportes Copiapó und konnte mit beiden Vereinen die Klasse halten. Im Januar 2024 folgte der Wechsel zum Zweitliganeuling Deportes Limache, wo er eine Saison blieb und dann zu Ligakonkurrent San Luis wechselte.